# Spidey i super-kumple
Spidey i super-kumple (oryg. Marvel’s Spidey and His Amazing Friends) – amerykańsko-kanadyjski superbohaterski serial animowany dla dzieci przedszkolnych z 2021 roku na podstawie serii komiksów o superbohaterze o pseudonimie Spider-Man wydawnictwa Marvel Comics. W oryginalnej wersji głównym postaciom głosów użyczyli: Benjamin Valic, Jakari Fraser i Lily Sanfelippo. 
Serial zadebiutował 6 sierpnia 2021 roku w Stanach Zjednoczonych na antenie Disney Junior. Został on poprzedzony serią krótkometrażówek, zatytułowanych Spidey i jego niezwykli przyjaciele (oryg. Meet Spidey and His Amazing Friends), emitowanych od 21 czerwca do 12 lipca. Drugi sezon krótkometrażówek pojawił się pomiędzy 18 a 23 lipca 2022 roku. W Polsce emisja serialu rozpoczęła się 16 października tego samego roku, a krótkometrażówek 15 lipca. Zaraz po premierze serialu podjęto decyzję o zamówieniu drugiego sezonu, który zadebiutuje 19 sierpnia 2022 roku w Stanach Zjednoczonych. Zamówiony został również trzeci sezon.

## Obsada

### Główna
- Benjamin Valic jako Peter Parker / Spidey, tytułowy superbohater posiadający pajęcze zdolności[1].
- Jakari Fraser jako Miles Morales / Spin, najlepszy przyjaciel Parkera, który również ma zdolności podobne do pajęczych[1].
- Lily Sanfelippo jako Gwen Stacy / Ghost-Spider, superbohaterka i przyjaciółka Parkera i Moralesa[1].

| Polski dubbing |
| - Szymon Karbowy jako Peter Parker / Spidey - Antoni Kwiecień jako Miles Morales / Spin - Alicja Warchocka jako Gwen Stacy / Ghost-Spider - Karolina Kalina-Bulcewicz jako May Parker - Mateusz Narloch jako Nosorożec - Olga Cybińska jako Doc Ock - Józef Pawłowski jako Zielony Goblin |

### Drugoplanowa
- Nicholas Roye jako Web-ster, superkomputer asystujący Spideyowi, Spinowi i Ghost-Spider[3].
- Dee Bradley Baker jako Trace-E, robot-pająk, który asystuje Spideyowi[3].
- Dee Bradley Baker jako Cal, robot-ośmiornica usługujący Doc Ock[3].
- Melanie Minichino jako May Parker, ciotka Petera Parkera[4].
- Kelly Ohanian jako Doc Ock, kryminalistka używająca mechanicznych macek[4].
- JP Karliak jako Zielony Goblin, przestępca poruszający się za pomocą specjalnego szybowca i atakuje dyniowymi bombami[4].
- Justin Shenkarow jako Nosorożec, superzłoczyńca wyglądający jak nosorożec[4].
- Sandra Saad jako Miss Marvel, Inhuman, która potrafi rozciągać swoje ciało[4].
- Tru Valentino jako Czarna Pantera, superbohater i król Wakandy[4].
- Armen Taylor jako Hulk, humanoidalny stwór, który ma swoje zdolności wskutek działań promieni gamma[4].
- Eugene Byrd jako Jeff Morales, ojciec Milesa Moralesa[3].
- Kari Wahlgren jako Helen Stacy, matka Gwen Stacy[3].
- Gabrielle Ruiz jako Rio Morales, matka Milesa Moralesa[3].

## Emisja
Pierwszy sezon serialu Spidey i super-kumple, składający się z 25 odcinków, zadebiutował 6 sierpnia 2021 roku w Stanach Zjednoczonych na antenie Disney Junior. Został on poprzedzony serią jedenastu krótkometrażówek, zatytułowanych Spidey i jego niezwykli przyjaciele (oryg. Meet Spidey and His Amazing Friends), emitowanych od 21 czerwca do 12 lipca. Drugi sezon krótkometrażówek pojawił się pomiędzy 18 a 23 lipca 2022 roku. Drugi sezon serialu Spidey i super-kumple zadebiutuje 19 sierpnia 2022 roku w Stanach Zjednoczonych.
W Polsce emisja serialu rozpoczęła się 16 października tego samego roku, a krótkometrażówek 15 lipca.

### Przegląd sezonów
| Sezon            | Sezon | Odcinki | Premiera sezonu (Stany Zjednoczone) | Finał sezonu (Stany Zjednoczone) | Premiera sezonu (Polska) | Finał sezonu (Polska) |
| ---------------- | ----- | ------- | ----------------------------------- | -------------------------------- | ------------------------ | --------------------- |
|                  | 1     | 25      | 6 sierpnia 2021                     | 8 lipca 2022                     | 16 października 2021     | brak danych           |
|                  | 2     |         | 19 sierpnia 2022                    | brak danych                      | brak danych              | brak danych           |
| Krótkometrażówki |       |         |                                     |                                  |                          |                       |
|                  | 1     | 11      | 21 czerwca 2021                     | 12 lipca 2021                    | 16 lipca 2021            | 8 sierpnia 2021       |
|                  | 2     | 10      | 18 lipca 2022                       | 23 lipca 2022                    | brak danych              | brak danych           |

## Lista odcinków

### Sezon 1 (2021–2022)
| №  | Nr | Tytuł                                              | Tytuł polski                                   | Reżyseria        | Scenariusz                                                   | Premiera (Disney Junior) | Premiera w Polsce (Disney Junior) |
| -- | -- | -------------------------------------------------- | ---------------------------------------------- | ---------------- | ------------------------------------------------------------ | ------------------------ | --------------------------------- |
| 1  | 1  | Spidey to the Power of ThreePanther Patience       | Spidey do trzeciej potęgiCierpliwość Pantery   | Darren Bachynski | Ashley MendozaSib Ventress                                   | 6 sierpnia 2021          | 16 października 2021              |
| 2  | 2  | Superhero HiccupsLost and Found                    | Superbohaterska czkawkaZagubione, znalezione   | Darren Bachynski | Ken KristensenHenry Gifford                                  | 6 sierpnia 2021          | 17 października 2021              |
| 3  | 3  | Doc Ock’s Super OctopusAttack of the Green Giggles | SuperośmiornicaAtak Zielonych Chichotów        | Darren Bachynski | Kent RedekerHenry Gifford                                    | 13 sierpnia 2021         | 23 października 2021              |
| 4  | 4  | Bug in the SystemTest Your Super Strength          | Szpieg w systemieBug in the System             | Darren Bachynski | Mark DropJosh Haber                                          | 20 sierpnia 2021         | 24 października 2021              |
| 5  | 5  | Pecking Prankster PigeonsGreen Thumb               | Gołębie żartownisieTalent do roślin            | Darren Bachynski | Kent RedekerHenry Gifford                                    | 27 sierpnia 2021         | 6 listopada 2021                  |
| 6  | 6  | Mother’s Day MayhemNot-So-Fun House                | Trudny Dzień MatkiNiewesołe miasteczko         | Darren Bachynski | Kerri GrantJosh Haber                                        | 3 września 2021          | 7 listopada 2021                  |
| 7  | 7  | Camping ConundrumThe Great Green Crime Spree       | Obozowe zamieszanieWielkie zielone szaleństwo! | Darren Bachynski | Liza PalmerRobert Vargas                                     | 10 września 2021         | 13 listopada 2021                 |
| 8  | 8  | Rocket Rhino!Trick or TRACE-E                      | Rakietowy NosorożecPsikus albo TRACE-E         | Darren Bachynski | Mark DropJonathan Hurwitz                                    | 1 października 2021      | 30 października 2021              |
| 9  | 9  | Gob-zillaSpeedy Spidey Delivery                    | Gob-zillaPiorunująco prędka przesyłka          | Darren Bachynski | Liza PalmerClaudia Silver                                    | 8 października 2021      | 25 stycznia 2022                  |
| 10 | 10 | Good Guy GobbySpider Monkey                        | Grzeczny GobbyCzepiak w akcji                  | Darren Bachynski | Liza PalmerClaudia Silver                                    | 22 października 2021     | 26 stycznia 2022                  |
| 11 | 11 | CAT-astropheSwing With a Stomp                     | KotostrofaHipnorytm                            | Darren Bachynski | Jonathan HurwitzBaljeet Rai                                  | 12 listopada 2021        | 24 stycznia 2022                  |
| 12 | 12 | A Very Spidey ChristmasGobby on Ice                | Mega pajęcza GwiazdkaGobby na lodzie           | Darren Bachynski | Robert Vargas, Mike KubatRobert Vargas                       | 29 listopada 2021        | 13 grudnia 2021                   |
| 13 | 13 | Going GreenComing Clean                            | Na zielonoŁatwe sprzątanie                     | Darren Bachynski | Baljeet RaiGene Laufenberg                                   | 3 grudnia 2021           | 27 stycznia 2022                  |
| 14 | 14 | Web Beard’s TreasureWashed Away                    | Skarb SieciobrodegoSpłukana TRACE-E            | Darren Bachynski | Henry Gifford, Claudia SilverGene Laufenberg, Claudia Silver | 10 grudnia 2021          | 21 marca 2022                     |
| 15 | 15 | Spin Rushes InBridge Bandit                        | Spin wkracza do akcjiBandziory z mostu         | Darren Bachynski | Mike KubatHenry Gifford                                      | 7 stycznia 2022          | 22 marca 2022                     |
| 16 | 16 | Art Attack!Puppy Pandemonium                       | Atak na sztukęSzczenięce szaleństwo            | Darren Bachynski | Claudia SilverMike Kubat                                     | 28 stycznia 2022         | 23 marca 2022                     |
| 17 | 17 | Goblin IslandDoc Ock and the Shocktobots           | Wyspa GoblinaDoc Ock i szoktoboty              | Darren Bachynski | Mike KubatClaudia Silver                                     | 18 lutego 2022           | 24 marca 2022                     |
| 18 | 18 | Peter’s Pendant PredicamentTWIST-E                 | Naszyjnikowa zagwozdka PeteraTWIST-E           | Darren Bachynski | Mike KubatBart Jennett                                       | 25 lutego 2022           | 27 czerwca 2022                   |
| 19 | 19 | Itsy-Bitsy SpidersGobby’s Rotten Pumpkin Hunt      | Małe pajączkiPolowanie na dyńki Gobbiego       | Darren Bachynski | Henry GiffordBaljeet Rai                                     | 11 marca 2022            | 25 marca 2022                     |
| 20 | 20 | The WozzlesnookSuperhero Switcheroo                | ŚciekoludZamiana mocy                          | Darren Bachynski | Mike KubatClaudia Silver                                     | 18 marca 2022            | 28 czerwca 2022                   |
| 21 | 21 | Aunt May’s MessFoam Sweet Foam                     | Bałagan Cioci MayNiechciana piana              | Darren Bachynski | Claudia SilverMike Kubat                                     | 25 marca 2022            | 29 czerwca 2022                   |
| 22 | 22 | Freeze! It’s Team SpideyA Sticky Situation         | Stać! Tu Pajęcza DrużynaKlejący problem        | Darren Bachynski | Mike KubatBart Jennett                                       | 15 kwietnia 2022         | 30 czerwca 2022                   |
| 23 | 23 | RhinoctopusA Pumpkin Problem                       | MackorożecDyńko problem                        | Darren Bachynski | Claudia SilverMike Kubat                                     | 6 maja 2022              | 1 lipca 2022                      |
| 24 | 24 | Catch and ReleaseConstruction Destruction          | brak danych                                    | Darren Bachynski | Baljeet Rai, Claudia SilverHenry Gifford                     | 17 czerwca 2022          | brak danych                       |
| 25 | 25 | Parade PanicThe Case of the Burgling Book Bandit   | brak danych                                    | Darren Bachynski | Bart JennettAlexa Harzan                                     | 8 lipca 2022             | brak danych                       |

### Sezon 2 (2022–2023)
| №  | Nr | Tytuł                               | Reżyseria   | Scenariusz  | Premiera (Disney Junior) |
| -- | -- | ----------------------------------- | ----------- | ----------- | ------------------------ |
| 26 | 1  | Electro’s Gotta GlowBlack Cat Chaos | brak danych | brak danych | 19 sierpnia 2022         |
| 27 | 2  | Lights OutSandman Won’t Share       | brak danych | brak danych | 26 sierpnia 2022         |

### Spidey i jego niezwykli przyjaciele

#### Sezon 1 (2021)
| №   | Nr | Tytuł             | Tytuł polski            | Premiera (Disney Junior) | Premiera w Polsce (Disney Junior) |
| --- | -- | ----------------- | ----------------------- | ------------------------ | --------------------------------- |
| K1  | 1  | WEB-STER          | Dwóch Spider-Manów?     | 21 czerwca 2021          | 16 lipca 2021                     |
| K2  | 2  | S.O.S. Kitty      | Na ratunek Kulce!       | 21 czerwca 2021          | 17 lipca 2021                     |
| K3  | 3  | Spidey Mystery    | Zaginiona hulajnoga     | 22 czerwca 2021          | 18 lipca 2021                     |
| K4  | 4  | A Helping Hulk    | Kryjówka Doctor Octopus | 23 czerwca 2021          | 23 lipca 2021                     |
| K5  | 5  | Spidey Surprise   | Zielony Goblin          | 24 czerwca 2021          | 24 lipca 2021                     |
| K6  | 6  | Rock-a-Bye Rhino  | Nosorożec               | 25 czerwca 2021          | 25 lipca 2021                     |
| K7  | 7  | Stop Doc Ock      | Gwiezdny Diament        | 26 czerwca 2021          | 30 lipca 2021                     |
| K8  | 8  | The Spidey Team   | Zhakowana gra           | 27 czerwca 2021          | 31 lipca 2021                     |
| K9  | 9  | Monkeying Around  | Małpi alert!            | 28 czerwca 2021          | 1 sierpnia 2021                   |
| K10 | 10 | Power Practice    | Trening mocy            | 5 lipca 2021             | 7 sierpnia 2021                   |
| K11 | 11 | Road Raging Rhino | Demolka w lunaparku     | 12 lipca 2021            | 8 sierpnia 2021                   |

#### Sezon 2 (2022)
| №   | Nr | Tytuł                               | Premiera (Disney Junior) |
| --- | -- | ----------------------------------- | ------------------------ |
| K22 | 1  | Spidey Team Transport to the Rescue | 18 lipca 2022            |
| K23 | 2  | Iron Man Lends a Hand               | 18 lipca 2022            |
| K24 | 3  | A Teeny Tiny Solution               | 19 lipca 2022            |
| K25 | 4  | A Dino Mite Friend                  | 19 lipca 2022            |
| K26 | 5  | Hulk’s Hangout                      | 20 lipca 2022            |
| K27 | 6  | Red Light Green Light               | 20 lipca 2022            |
| K28 | 7  | Hi Felicia                          | 21 lipca 2022            |
| K29 | 8  | When Ghosty Met TWIRL-E             | 21 lipca 2022            |
| K20 | 9  | Practice Makes You Better           | 22 lipca 2022            |
| K21 | 10 | Webs Up                             | 23 lipca 2022            |

## Produkcja
W sierpniu 2019 roku poinformowano, że Marvel Entertainment pracuje nad serialem animowanym dla dzieci przedszkolnych z emisją na Disney Junior w 2021 roku. W czerwcu 2021 roku ujawniono, że Stump skomponuje muzykę do serialu i wykona motyw przewodni oraz że w głównym bohaterom głosów użyczą Benjamin Valic jako Peter Parker, Jakari Fraser jako Miles Morales i Lily Sanfelippo jako Gwen Stacy. Producentem wykonawczym serialu został Harrison Wilcox, a wyprodukowany został przez Marvel Animation i Atomic Cartoons.
18 sierpnia 2021 roku, zaraz po premierze serialu, poinformowano, że został zamówiony drugi sezon. Pod koniec kwietnia 2022 roku poinformowano, że w drugim sezonie głosów użyczą: John Stamos jako Tony Stark / Iron Man, Sean Giambrone jako Ant-Man, Maya Tuttle jako Wasp, Hoku Ramirez jako Reptil, Jaiden Klein jako Black Cat, Thomas F. Wilson jako Sandman i Stephanie Lemelin jako Electro. W czerwcu 2022 roku zamówiony został trzeci sezon.

## Odbiór

### Krytyka w mediach
Ann Hornaday i Michael O’Sullivan z „The Washington Post” napisali, że „cała koncepcja Marvel Babies może być trochę dziwna dla rodziców, a bardziej cyniczni widzowie mogą postrzegać serial jako sposób na zainteresowanie jeszcze młodszych dzieci ogromną, lukratywną marką Marvela. Ale ogólnie serial jest uroczy, w dobrym tempie i jest dobrym wyborem dla młodszego rodzeństwa, które nie jest gotowe na filmy lub kreskówki dla dojrzalszego widza”. Matthew Turner z portalu Vodzilla zrecenzował krótkometrażówki i stwierdził, że „jest to całkowicie akceptowalna pajęcza zabawa dla dzieciaków w wieku przedszkolnym i jest nawet kilka chwil, aby zabawić starszych fanów Marvela”, jednak podkreśla, że są sceny, gdzie powinien pojawić się komunikat „nie próbuj tego w domu”.